# Campo (Kalifornien)
Campo ist ein census-designated place (CDP) im San Diego County im US-Bundesstaat Kalifornien. Das U.S. Census Bureau hat bei der Volkszählung 2020 eine Einwohnerzahl von 2.955 ermittelt.

## Lage
Es liegt an der Grenze zwischen den Vereinigten Staaten und Mexiko und berührt zudem die Ortsgrenzen von Boulevard (Kalifornien), Potrero, Tecate, Dulzura, Jacumba, Pine Valley, Mount Laguna, Descanso und Jamul.

## Sehenswertes und Einrichtungen
- Die Klinik Mountain Empire Family Medicine hat hier eine Niederlassung.
- An der State Route 94 befindet sich das Pacific Southwest Railway Museum in einem historischen Bahnhof.
- Etwa zwei Kilometer nördlich des Ortes gibt es ein Indianerreservat.[2]
- In Campo befindet sich der Startpunkt des Fernwanderweges Pacific Crest Trail.